# Seznam zgodovinarjev
Seznam zgodovinarjev.

## A
- Abulfeda
- Al-Džavz
- Al-Makrizi
- Al-Masudi
- Ana Komnena
- Ladislav Anders

## Č
- Matija Čop

## D
- Jože Dežman

## E
- Friedrich Engels

## F
- Mitja Ferenc
- Tone Ferenc

## G
- Aleš Gabrič
- Bojan Godeša
- Tamara Griesser-Pečar

## J
- Jordanes
- Jožef Flavij

## H
- Ibn Haldun
- Herodot
- Heraklej
- Rudolf Hribernik-Svarun
- Eric Hobsbawm

## K
- Kalimah Hermip
- Kasiodor
- Janko Kos

## L
- Gottfried Wilhelm Leibniz
- Anton Tomaž Linhart

## M
- Vasilij Melik
- Boris Mlakar
- T. Mommsen
- Lewis Mumford

## N
- Nikefor Gregoras
- Dušan Nečak

## O
- Janko Orožen

## P
- Božidar Pahor
- Hrvoje Petrić
- Plinij
- Posidij
- Prokopij
- Janko Prunk

## R
- Ranke
- Božo Repe

## S
- Timothy Snyder
- Strabon

## Š
- Janez J. Švajncer
- Jaka Štular

## T
- Tacit
- Wilhelm Tieke
- Marija Nikolaeva Todorova
- Tukidid

## V
- Janez Vajkard Valvazor